# Contea di Beaufort (Carolina del Nord)
La contea di Beaufort, in inglese Beaufort County, è una contea dello Stato della Carolina del Nord, negli Stati Uniti. La popolazione al censimento del 2000 era di 44 958 abitanti. Il capoluogo di contea è Washington.

## Storia
La contea di Beaufort fu costituita nel 1712.